# Třída Gloucester
Třída Gloucester byla třída lehkých křižníků britského královského námořnictva. Představovala druhou skupinou britských lehkých křižníků souhrnně označovaných jako třída Town. Celkem byly postaveny tři jednotky této třídy. Křižníky byly nasazeny během druhé světové války. Dva byly v bojích potopeny. Poslední Liverpool byl vyřazen roku 1958.

## Stavba
Byla to v zásadě modifikovaná třída Southampton s novým můstkem, silnějším pancířem paluby nad pohonným systémem a zesílenou ochranou dělových věží. Výtlak narostl o cca 300 tun. Trojici křižníků této třídy stavěla trojice britských loděnic v letech 1936–1939. Do služby byly přijaty v letech 1938–1939.
Jednotky třídy Gloucester:
| Jméno           | Loděnice                 | Založení kýlu   | Spuštění na vodu | Přijetí do služby | Status                                                                                |
| --------------- | ------------------------ | --------------- | ---------------- | ----------------- | ------------------------------------------------------------------------------------- |
| Gloucester (62) | Devonport Dockyard       | 22. září 1936   | 19. října 1937   | 31. ledna 1939    | Dne 22. května 1941 u Kréty potopen německými bombardéry.                             |
| Liverpool (11)  | Fairfield, Govan         | 17. února 1936  | 24. března 1937  | 2. listopadu 1938 | Prodán do šrotu 1958.                                                                 |
| Manchester (15) | Hawthorn Leslie, Hebburn | 28. března 1936 | 12. dubna 1937   | 4. srpna 1938     | Dne 13. srpna 1942 těžce poškozen italskými torpédovými čluny MAS a následně potopen. |

## Konstrukce

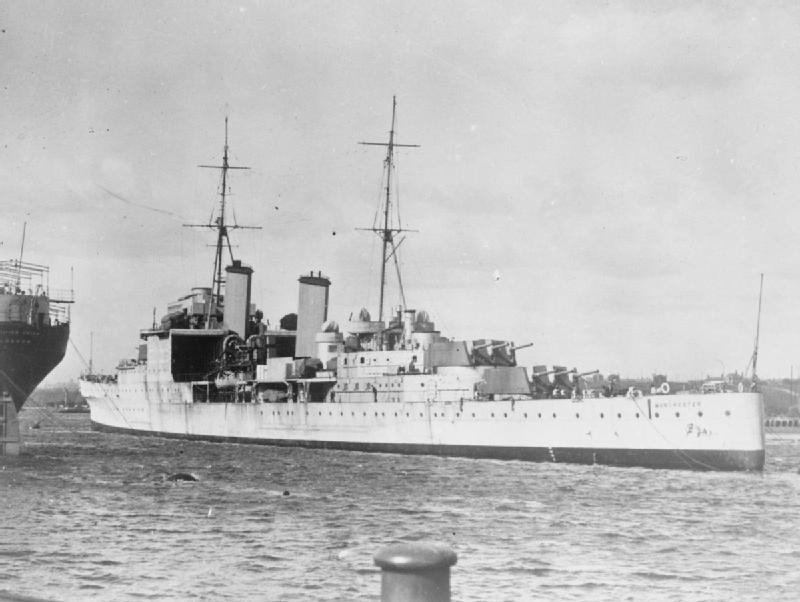
HMS Manchester

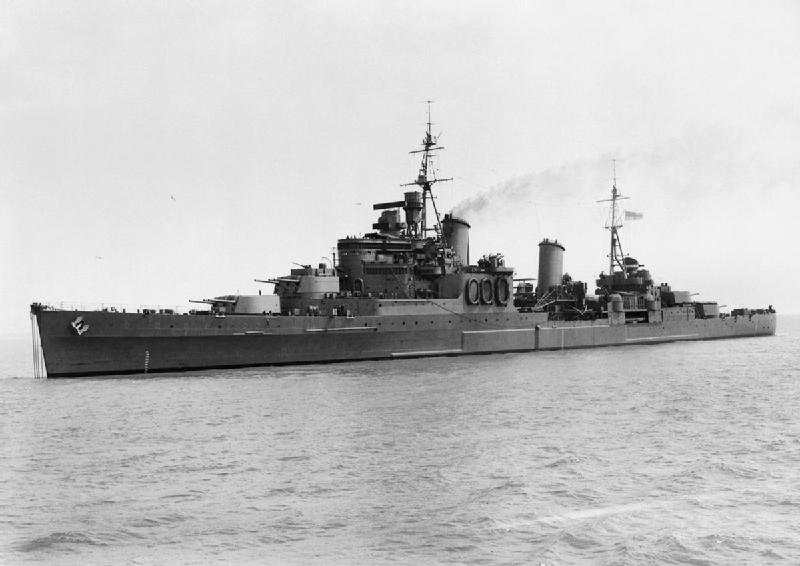
Manchester

Základní výzbroj tvořilo dvanáct 152mm/50 kanónů Mk.XXIII ve čtyřech třídělových věžích, osm dvouúčelových 102mm kanónů QF Mk.XVI HA, dva čtyřhlavňové protiletadlové 40mm kanóny Pom-pom a dva trojité 533mm torpédomety. Po stranách předního komínu se nacházel hangár pro až tři hydroplány. Nesen byl jeden katapult. Pohonný systém tvořily čtyři tříbubnové kotle Admiralty na naftu a čtyři turbínová soustrojí Parsons o výkonu 82 500 hp, pohánějící čtyři lodní šrouby. Nejvyšší rychlost dosahovala 32,3 uzlu.

### Modifikace
Protiletadlová výzbroj křižníku Manchester byla před jeho potopením posílena o tři 40mm kanóny a pět 20mm kanónů. V letech 1943–1943 křižník Liverpool prodělal opravu poškození způsobeného leteckým torpédem. Zároveň byla odstraněna třetí dělová věž a katapult. Naopak posílena byla protiletadlová výzbroj, kterou tvořilo šest čtyřhlavňových a  čtyři jednohlavňové 40mm kanóny Pom-pom, sedm 40mm kanónů Bofors a pět 20mm kanónů. Torpédomety zůstaly zachovány.

## Operační služba
Všechny tři křižníky bojovaly v druhé světové válce. Dva byly v bojích ztraceny. Gloucester potopily 22. května 1941 poblíž Kréty německé bombardéry. Křižník dostal nejméně čtyři přímé zásahy a tři další pumy vybuchly v jeho blízkosti. Manchester nejprve ve Středomoří vážně poškodilo letecké torpédo a musel být devět měsíců opravován. V srpnu 1942 se Manchester ve Středomoří zapojil do operace Pedestal. Dne 13. srpna 1942 jej u mysu Bon těžce poškodil italský torpédový člun MAS, jehož torpédo zasáhlo strojovnu. Křižník následně potopila vlastní posádka.
Lehký křižník Liverpool sice nebyl potopen, za války však utrpěl hned dvě těžká poškození, takže většinu války strávil v opravě. Poprvé jej v říjnu 1940 zasáhlo letecké torpédo, přičemž přišel o celou příď po první dělovou věž. Opravován byl rok. Následně jej ve Středomoří v červnu 1942 opět zasáhlo letecké torpédo, tentokrát však do strojovny. Opravován byl až do července 1945. Po válce Liverpool sloužil několik let ve Středomoří. Od roku 1952 byl v rezervě. Do šrotu byl prodán roku 1958.